# 双鉤填墨
双鈎塡墨（そうこうてんぼく）は、中国で行われた書の複製を作る技術の一つ。
六朝時代から唐代にかけて広く行われたが、模刻の発達とともに衰退した。

## 概要
双鉤塡墨は紙に書かれた書蹟を複写する方法で、書の上に薄紙を置き、極細の筆で文字の輪郭を写しとり（籠字・籠写）、その中に裏から墨を塗って複製を作るものである。この方法による模写を「搨模」（とうも）と称する。
書道では「文字の形」そのものが重視されるため、正確に模写するためには原本を書いた人間と同等の技術が求められる。
その点、双鉤塡墨による搨模は特別な技術を要せず、輪郭をあらかじめ写し取るので、熟練すれば真筆と見まごう複製すら可能になる。

## 歴史

### 背景と発生
六朝時代＝魏晋南北朝時代の初期は紙が一般に浸透し、多くの書が紙にしたためられ始めていた。
東晋の書家である王羲之・王献之はまだ荒削りであった行書や楷書を芸術的に洗練させ、歴史に残る名書蹟を次々と生み出して「書聖」とまで称えられた。後代の書家たちは学書材料として彼らやその流儀の書を欲し、元の書蹟から複製を作られた。
当初は模写が試みられたが、相応の技量が必要になるためはかばかしくなく、新たな方法として双鉤塡墨による搨模が行われた。
細い筆と時間さえあれば出来る双鉤塡墨は初学者にも可能な技術であり、またたく間に書道界に広まった。

### 模刻への交替と衰退
しかし模写よりは手間が少ないといっても双鉤塡墨も手書きには変わりなく、次第にもっと効率的な方法が求められるようになった。
石や木に書蹟を模写し彫りつけ、拓本を採るという模刻の手法が、唐時代後半には普及し、五代十国の南唐では『昇元帖』という法帖を作ったといわれている。
書道全集といえる法帖は南唐を征服した北宋に受け継がれ、淳化3年（992年）には『淳化閣帖』という模刻による十巻の大規模な法帖が勅撰により制作されるに至った。
このような模刻の繁栄により、双鉤塡墨による搨模は表舞台から姿を消した。現在では一部で学書法として用いられている。